# 인질 정책
인질 정책은 지방 세력을 약화하기 위해 그 자제나 친척을 중앙 정부에 보내게 하는 제도를 가리키며, 전근대 사회에서 행해진 정책이다. 나라와 시대에 따라 제도의 운용에는 차이가 있으며, 나라 간에도 인질 정책이 쓰이기도 한다.

## 각국의 인질 정책

### 한국의 인질 정책

#### 신라
신라 때에는 지방 세력(호족)을 통제하기 위해 그들이나 자제를 일정 기간 서라벌에 와서 거주하게 하였는데, 그들을 상수리라 불렀다.

#### 고려
고려 때에는 신라의 상수리 제도에서 이어받은 기인 제도가 있었다. 이 기인 제도는 조선 전기까지 이어지게 된다.

### 일본의 인질 정책
에도 막부에서는 산킨코타이라는 인질 정책을 시행하였다.